# Caner Erkin
Caner Erkin, född 4 oktober 1988 i Edremit, Balikesir, Turkiet, är en turkisk fotbollsspelare som spelar för turkiska Fatih Karagümrük. Han spelar som vänsterback efter att i början ha varit vänsterytter.

## Klubbkarriär
Caner Erkin köptes av det ryska storlaget CSKA Moskva från Manisaspor under januarifönstret 2007. Sommaren 2009 lånades han ut till Galatasaray SK. Sommaren 2010 gick han till Fenerbahçe efter en konflikt med tidigare lagkamraten Arda Turan.

## Landslagskarriär
Erkin debuterade i Turkiets landslag den 4 juni 2006 i en vänskapsmatch mot Makedonien på bortaplan där Makedonien vann med 1-0.

## Meriter
Fenerbahçe
- Süper Lig: 2011, 2014
- Turkiska Cupen: 2012, 2013
- Turkiska Supercupen: 2014
- Premjer-Liga: 2008, 2009